# L'amour coûte cher

L'amour coûte cher (The High Cost of Loving) est un film américain de José Ferrer sorti en 1958.

## Synopsis
Le couple uni que forment Jim et Virginia mène une existence tranquille et sans surprise. Jusqu'au jour où Virginia apprend à Jim qu'elle est enceinte, tandis qu'il lui cache à elle qu'il va vraisemblablement perdre son emploi.

## Fiche technique
- Réalisateur : José Ferrer
- Scénario : Rip van Ronkel
- Chef-opérateur : George J. Folsey
- Musique : Jeff Alexander
- Producteur : Milo O. Frank Jr, pour M.G.M.
- Pays d'origine : Amérique
- Genre : comédie psychologique
- Durée : 87 minutes
- Dates de sortie : 
  - États-Unis : 16 mai 1958
  - France : 28 août 1959

## Distribution
- José Ferrer : Jim Fry (Jimbo)
- Gena Rowlands : Jenny Fry
- Joanne Gilbert : Syd Heyward
- Jim Backus : Paul Mason
- Bobby Troup : Steve Heyward
- Philip Ober : Herb Zorn
- Edward Platt : Eli Cave
- Charles Watts : Boylin

## Autour du film
- Gena Rowlands joue ici son tout premier rôle au cinéma.